# Kalokyres
Kalokyres (altgriechisch Καλοκύρης, auch Kalokyros; † 971) war ein byzantinischer Patrikios und Thronprätendent.

## Leben
Kalokyres war der Sohn des Proteuon von Cherson. Im Sommer 967 wurde er von Kaiser Nikephoros II. mit 15 Kentenaria Gold zu den Kiewer Rus gesandt, um deren Fürsten Swjatoslaw I. für ein Kriegsbündnis gegen die Bulgaren zu gewinnen. Swjatoslaw ging auf das Angebot ein, nachdem Kalokyres ihm zusätzlich die Inbesitznahme der eroberten bulgarischen Länder in Aussicht gestellt hatte. Im Gegenzug erhielt Kalokyres angeblich die Zusicherung von Waffenhilfe für seine eigenen Ambitionen, byzantinischer Kaiser zu werden.
Im Sommer 968 überquerte Swjatoslaw mit 60.000 Mann die Donau und eroberte bis Ende 969 mit Unterstützung des ungarischen Großfürsten Géza den größten Teil Bulgariens. Dem neuen byzantinischen Kaiser Johannes Tzimiskes gelang es, mit Hilfe seiner Feldherrn Bardas Skleros und Petros den Vormarsch der Rus auf Konstantinopel in der Schlacht von Arkadiopolis zu stoppen. Im Frühjahr 971 hielt Kalokyres sich in der von den Rus besetzten bulgarischen Hauptstadt Preslaw auf, als Johannes Tzimiskes mit dem byzantinischen Hauptheer gegen die Stadt anrückte. Er floh bei Nacht zu Swjatoslaw, der mit seinen Truppen bei Dorostolon lagerte. Dort kam es am 24. Juli 971 zur Entscheidungsschlacht. Die Rus unterlagen und mussten daraufhin die Gebiete südlich der Donau räumen. Kalokyres wurde gefangen genommen und hingerichtet.